# 宿萼木属
宿萼木属（学名：Strophioblachia）是大戟科下的一个属，为灌木植物。该属共有宿萼木（S. fimbricalyx）和越南宿萼木（S. glandulosa）两种，分布于越南、菲律宾群岛至西里伯斯。